# Dżügderdemidijn Gürragczaa
Dżügderdemidijn Gürragczaa (Sansar) (mong. Жүгдэрдэмидийн Гүррагчаа; ur. 5 grudnia 1947 w Raszaant) – mongolski kosmonauta, generał-major lotnictwa, pierwszy Mongoł w kosmosie.

## Wykształcenie i służba wojskowa
Po ukończeniu w 1966 szkoły średniej rozpoczął naukę w Instytucie Rolnictwa w Ułan Bator. W 1968 został absolwentem tej uczelni i rozpoczął czynną służbę wojskową. Był mechanikiem elektronicznego wyposażenia śmigłowców. W 1971 skierowano go do ZSRR do szkoły młodszych specjalistów lotniczych. Po zakończeniu przeszkolenia kontynuował służbę w armii mongolskiej. Od lipca 1972 był słuchaczem Wojskowej Akademii Sił Powietrznych im. N. E. Żukowskiego. Ukończył ją w 1977. Do momentu zakwalifikowania do lotu w kosmos, Gürragczaa był inżynierem wyposażenia lotniczego w specjalnej eskadrze armii mongolskiej.

## Udział w programie Interkosmos
Pod koniec stycznia 1978 był jednym z czterech pilotów wojskowych z Mongolii, którzy zostali skierowani do Moskwy na szczegółowe badania medyczne. Dwa miesiące później Gürragczaa i drugi mongolski kandydat do lotu w kosmos zostali zakwalifikowani do dalszego szkolenia w ramach programu Interkosmos w Centrum Wyszkolenia Kosmonautów im. J. Gagarina w Gwiezdnym Miasteczku pod Moskwą. Obaj rozpoczęli specjalistyczne przygotowania w kwietniu 1978. Jesienią sformowano dwie załogi przewidziane do udziału w locie Sojuza 39. Gürragczaa znalazł się w załodze podstawowej z Władimirem Dżanibekowem, a Majdardżawyn Ganzorig w rezerwowej z Władimirem Lachowem. Lot kosmiczny pierwszego kosmonauty z Mongolii rozpoczął się 22 marca 1981. Następnego dnia, 23 marca, Sojuz 39 połączył się ze stacją kosmiczną Salut 6, na której przebywała piąta stała załoga: Władimir Kowalonok i Wiktor Sawinych. Po zrealizowaniu wspólnych prac obejmujących m.in. obserwacje terytorium Mongolii z orbity załoga radziecko-mongolska powróciła na Ziemię 30 marca 1981. Była to ósma załogowa misja realizowana w ramach programu Interkosmos.

## Po zakończeniu kariery kosmonauty
Po powrocie do Mongolii w 1981 został zastępcą kierownika wydziału administracyjnego Komitetu Centralnego Mongolskiej Partii Ludowo-Rewolucyjnej. Stanowisko to piastował do 1989. Kierował też Towarzystwem Przyjaźni Mongolsko-Radzieckiej. Stopień generała-majora armii mongolskiej przyznano mu w 1984. Podczas pierwszych demokratycznych wyborów w 1990 kierował centralną komisją wyborczą. W 1997, gdy w Mongolii oficjalnie zezwolono na używanie rodowych nazwisk, Gürragczaa przyjął klanowe nazwisko Sansar, co w języku mongolskim oznacza kosmos. Później był jednym z kierujących narodowym mongolskim programem kosmicznym. Przed objęciem w 2000 stanowiska ministra obrony był szefem sztabu wojsk obrony powietrznej. W 2004 przeszedł na emeryturę. Od 2005 jest delegatem do Wielkiego Churału Państwowego Mongolii z ramienia MPLR. Mieszka w Ułan Bator.

## Odznaczenia i  nagrody
W 1981 po zakończonym locie otrzymał tytuły: Bohatera Mongolskiej Republiki Ludowej oraz Bohatera Związku Radzieckiego (30 marca 1981) i medal „Złotej Gwiazdy”. Odznaczony został także Orderem Lenina. Został też kawalerem orderu Suche Batora. W 2001 Prezydent Federacji Rosyjskiej przyznał mu Order Przyjaźni. Dekretem prezydenta Federacji Rosyjskiej Dmitrija Miedwiediewa, № 437 z 12 kwietnia 2011, został odznaczony Medalem „Za zasługi w podboju kosmosu”.
Stowarzyszenie Uczestników Lotów Kosmicznych (Association of Space Explorers) przyznało mu Universal Astronaut Insignia za lot orbitalny (nr 101).

## Wykaz lotów
| Loty kosmiczne, w których uczestniczył Dżügderdemidijn Gürragczaa.      | Loty kosmiczne, w których uczestniczył Dżügderdemidijn Gürragczaa. | Loty kosmiczne, w których uczestniczył Dżügderdemidijn Gürragczaa. | Loty kosmiczne, w których uczestniczył Dżügderdemidijn Gürragczaa. | Loty kosmiczne, w których uczestniczył Dżügderdemidijn Gürragczaa. | Loty kosmiczne, w których uczestniczył Dżügderdemidijn Gürragczaa. | Loty kosmiczne, w których uczestniczył Dżügderdemidijn Gürragczaa. |
| Lp.                                                                     | Data startu                                                        | Statek kosmiczny                                                   | Data lądowania                                                     | Statek kosmiczny                                                   | Funkcja                                                            | Czas trwania                                                       |
| ----------------------------------------------------------------------- | ------------------------------------------------------------------ | ------------------------------------------------------------------ | ------------------------------------------------------------------ | ------------------------------------------------------------------ | ------------------------------------------------------------------ | ------------------------------------------------------------------ |
| 1                                                                       | 22 marca 1981                                                      | Sojuz 39                                                           | 30 marca 1981                                                      | Sojuz 39                                                           | Kosmonauta-badacz                                                  | 7 dni 20 godzin 42 minuty i 3 sekundy.                             |
| Łączny czas spędzony w kosmosie — 7 dni 20 godzin 42 minuty i 3 sekundy |                                                                    |                                                                    |                                                                    |                                                                    |                                                                    |                                                                    |